# A to Polska właśnie
A to Polska właśnie – seria wydawnicza wydawana przez Wydawnictwo Dolnośląskie w latach 1995–2010. W serii ukazywały się wydawnictwa popularne, poświęcone szeroko pojętej polskiej kulturze narodowej: biogramy, prace z zakresu historii, sztuki i kultury. W 2002 seria została nagrodzona Polskim Godłem Promocyjnym „Teraz Polska”.
Początkowo tomy były wydawane w twardej oprawie w formacie 13,5x19 cm. W późniejszych latach zaczęły się ukazywać reedycje w miękkiej oprawie. Od 2005 tytuły, zarówno nowe jak i wznowione, ukazywały się w formie albumowej w formacie 16,5x24 cm.

## Wydane w serii
| L.p. | autor                                               | tytuł                                     | rok 1. wydania | uwagi                  |
| ---- | --------------------------------------------------- | ----------------------------------------- | -------------- | ---------------------- |
| 1    | Andrzej Zawada                                      | Dwudziestolecie literackie                | 1995           | w 2005 edycja albumowa |
| 2    | Jacek Kolbuszewski                                  | Kresy                                     | 1995           | w 2005 edycja albumowa |
| 3    | Jacek Kuroń Jacek Żakowski                          | PRL dla początkujących                    | 1995           | w 2006 edycja albumowa |
| 4    | Jacek Kolbuszewski                                  | Cmentarze                                 | 1996           |                        |
| 5    | Andrzej Garlicki                                    | Drugiej Rzeczypospolitej początki         | 1996           |                        |
| 6    | Marek Staffa                                        | Karkonosze                                | 1996           |                        |
| 7    | Jacek Łukasiewicz                                   | Mickiewicz                                | 1996           |                        |
| 8    | Andrzej Zawada                                      | Miłosz                                    | 1996           |                        |
| 9    | Janusz Tazbir                                       | Reformacja, kontrreformacja, tolerancja   | 1996           |                        |
| 10   | Małgorzata Baranowska                               | Warszawa: Miesiące, lata, wieki           | 1996           |                        |
| 11   | Krzysztof Pleśniarowicz                             | Kantor: Artysta końca wieku               | 1997           |                        |
| 12   | Mariusz Urbanek                                     | Kisiel                                    | 1997           |                        |
| 13   | Włodzimierz Suleja                                  | Kosynierzy i strzelcy: rzecz o irredencie | 1997           |                        |
| 14   | Michał Rożek                                        | Kraków: przewodnik historyczny            | 1997           |                        |
| 15   | Michał Rożek                                        | Wojtyła                                   | 1997           | w 2005 edycja albumowa |
| 16   | Teresa Kulak                                        | Wrocław: Przewodnik historyczny           | 1997           |                        |
| 17   | Andrzej Żbikowski                                   | Żydzi                                     | 1997           | w 2005 edycja albumowa |
| 18   | Kira Gałczyńska                                     | Gałczyński                                | 1998           |                        |
| 19   | Anna Dąbrowska                                      | Język polski                              | 1998           | w 2005 edycja albumowa |
| 20   | Aleksander Wojciech Mikołajczak                     | Łacina w kulturze polskiej                | 1998           | w 2005 edycja albumowa |
| 21   | Antoni Jackowski                                    | Pielgrzymowanie                           | 1998           |                        |
| 22   | Krystyna Bockenheim                                 | Przy polskim stole                        | 1998           | w 2005 edycja albumowa |
| 23   | Tadeusz Żabski                                      | Sienkiewicz                               | 1998           |                        |
| 24   | Zbigniew Fras                                       | Galicja                                   | 1999           |                        |
| 25   | Andrzej Stanisław Kowalczyk                         | Giedroyć i „Kultura”                      | 1999           |                        |
| 26   | Andrzej Nieuważny                                   | My z Napoleonem                           | 1999           | w 2006 edycja albumowa |
| 27   | Jerzy Jarzębski                                     | Schulz                                    | 1999           |                        |
| 28   | Antoni Mączak                                       | W czasach „potopu”                        | 1999           | w 2005 edycja albumowa |
| 29   | Stanisław Kłos                                      | Bieszczady                                | 2000           |                        |
| 30   | Bożena Weber                                        | Chopin                                    | 2000           |                        |
| 31   | Teresa Grzybkowska                                  | Gdańsk                                    | 2000           |                        |
| 32   | Piotr Łopuszański                                   | Leśmian                                   | 2000           |                        |
| 33   | Henryk Marek Słoczyński                             | Matejko                                   | 2000           |                        |
| 34   | Rafał Habielski                                     | Polski Londyn                             | 2000           |                        |
| 35   | Henryk Markiewicz                                   | Boy-Żeleński                              | 2001           |                        |
| 36   | Jacek Łukasiewicz                                   | Herbert                                   | 2001           |                        |
| 37   | Antoni Jackowski, Jan Pach, Jan Stanisław Rudziński | Jasna Góra                                | 2001           |                        |
| 38   | Andrzej Zawada                                      | Literackie półwiecze 1939-1989            | 2001           |                        |
| 39   | Marek Zybura                                        | Niemcy w Polsce                           | 2001           |                        |
| 40   | Jerzy Paszek                                        | Żeromski                                  | 2001           |                        |
| 41   | Krystyna Bockenheim                                 | Dworek, kontusz, karabela                 | 2002           |                        |
| 42   | Jan Drabina                                         | Górny Śląsk: przewodnik historyczny       | 2002           |                        |
| 43   | Marek Skwarnicki                                    | Jan Paweł II                              | 2002           | w 2005 edycja albumowa |
| 44   | Małgorzata Możdżyńska-Nawotka                       | O modach i strojach                       | 2002           | w 2005 edycja albumowa |
| 45   | Zbigniew Majchrowski                                | Różewicz                                  | 2002           |                        |
| 46   | Antoni Kroh                                         | Tatry i Podhale                           | 2002           | w 2005 edycja albumowa |
| 47   | Marcin Cieński                                      | Fredro                                    | 2003           |                        |
| 48   | Justyna Bajda                                       | Młoda Polska                              | 2003           |                        |
| 49   | Alina Kowalczykowa                                  | Juliusz Słowacki                          | 2003           |                        |
| 50   | Erwin Kruk                                          | Warmia i Mazury                           | 2003           |                        |
| 51   | Jerzy Jarzębski                                     | Gombrowicz                                | 2004           |                        |
| 52   | Marek Derwich                                       | Klasztory i mnisi                         | 2004           |                        |
| 53   | Mariusz Urbanek                                     | Tuwim                                     | 2004           |                        |
| 54   | Izolda Kiec                                         | W kabarecie                               | 2004           |                        |
| 55   | Henryk Samsonowicz, Janusz Tazbir                   | Tysiącletnie dzieje Polski                | 2006           | edycja albumowa        |
| 56   | Tadeusz Lubelski                                    | Wajda                                     | 2006           | edycja albumowa        |
| 57   | Jan Harasimowicz                                    | Dolny Śląsk                               | 2007           | edycja albumowa        |
| 58   | Jan Tomkowski                                       | Dzieje literatury polskiej                | 2007           | edycja albumowa        |
| 59   | Jan Kracik                                          | Historia Kościoła katolickiego w Polsce   | 2010           | edycja albumowa        |

Źródło.